# Ayuda humanitaria danesa a Noruega durante la Segunda Guerra Mundial

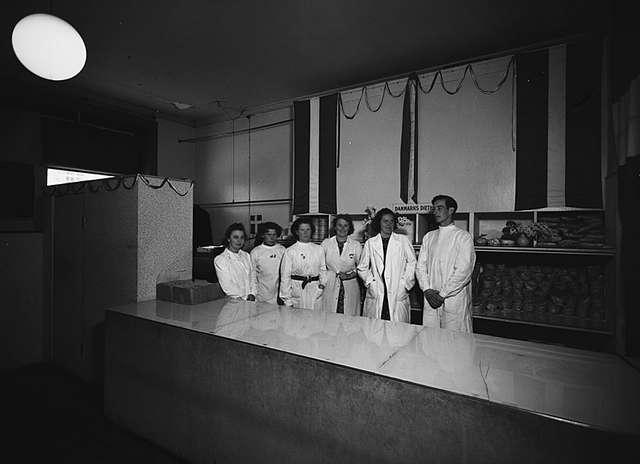
Participantes en la ayuda humanitaria danesa a Noruega en 1945.

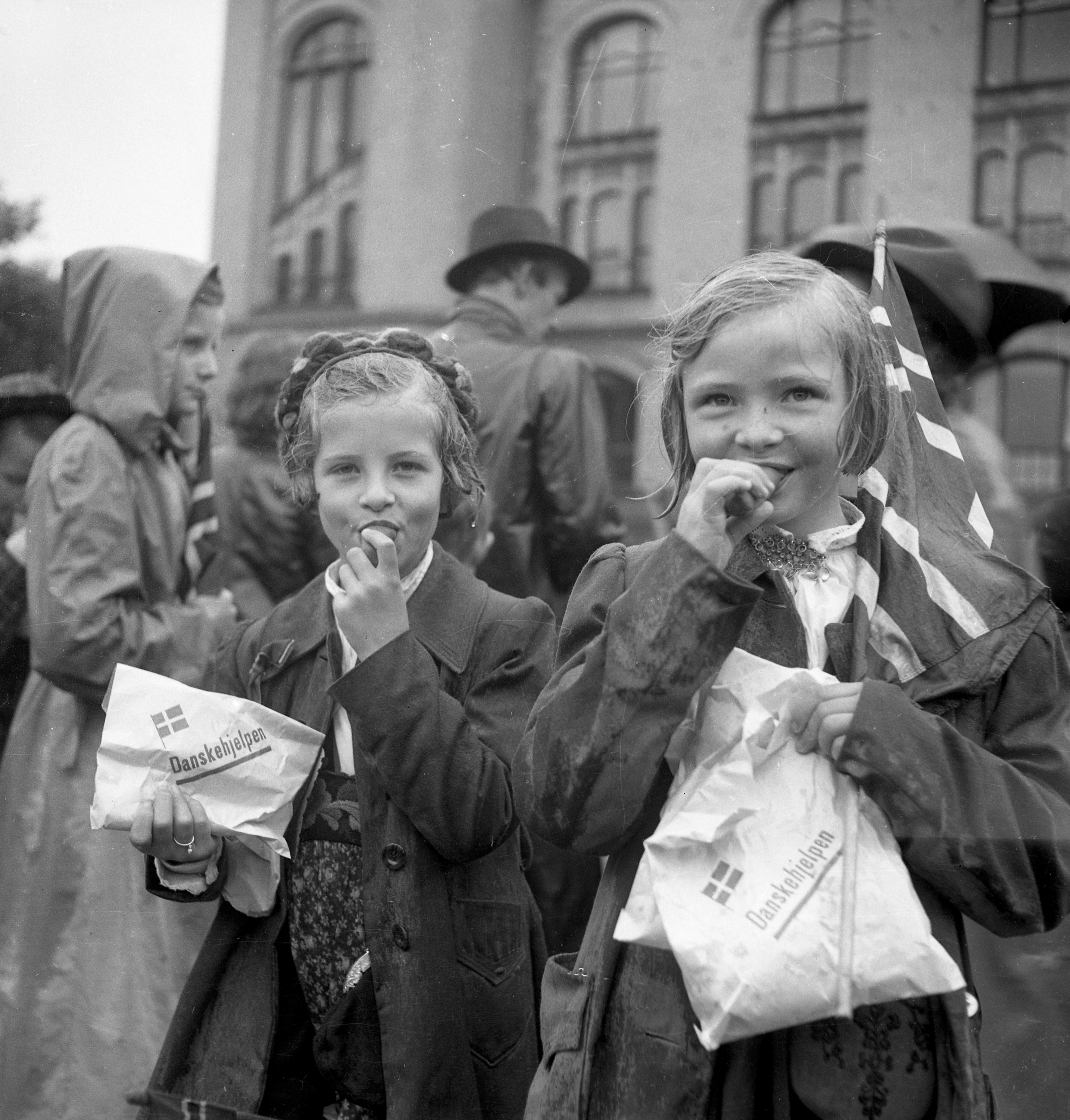
Celebrando la liberación de Noruega en mayo de 1945: dos niñas sostienen bolsas de comida de la distribución de ayuda humanitaria danesa.

La ayuda humanitaria danesa a Noruega durante la Segunda Guerra Mundial (en noruego: Danskehjelpen; en danés: Norgeshjælpen) se inició en 1941 y dio como resultado el suministro de 32 000 toneladas de alimentos desde Dinamarca a la Noruega ocupada.
La ayuda se constituyó tras la creación de Comité de Mujeres Noruegas (en noruego: Den norske damekomité). Entre los organizadores centrales en Dinamarca estaban Carl y Borghild Hammerich. Aunque Dinamarca también estuvo ocupada por la Alemania nazi, el esfuerzo de ayuda fue apoyado en secreto por funcionarios públicos daneses y, finalmente, por el gobierno, y fue continuado después de la guerra por el Fondo de Cooperación Danés-Noruego.
Una escultura de Ørnulf Bast, Dos hermanas (en danés: To søstre) o Las hermanas gemelas (en noruego: Tvillingsøstrene), que expresaba la gratitud de Noruega a Dinamarca, se inauguró en noviembre de 1949 en Oslo Plads en Copenhague. 

## Lectura adicional
- Mürer, Niels Jørgen, ed. (1947). Boken om Danskehjelpen. Oslo: Gyldendal. OCLC 247852162.